# あま市立甚目寺東小学校
あま市立甚目寺東小学校（あましりつ じもくじひがししょうがっこう）とは、愛知県あま市にある公立小学校である。戦時中に造られた陸軍清洲飛行場（通称:甚目寺飛行場）の跡地に建てられている。当校のすぐ北には愛知県立五条高等学校がある。

## 沿革

### 年表
- 1976年（昭和51年） - 「甚目寺町立東小学校」が開校。
- 2010年（平成22年） - あま市誕生に伴い、「あま市立甚目寺東小学校」と改称。

### 生徒数の変遷
『愛知県小中学校誌』（2018年）によると、生徒数の変遷は以下の通りである。
| 1976年（昭和51年） | 781人 |  |
| 1977年（昭和52年） | 800人 |  |
| 1987年（昭和62年） | 677人 |  |
| 1997年（平成9年）  | 478人 |  |
| 2007年（平成19年） | 678人 |  |
| 2017年（平成29年） | 689人 |  |

## 教育目標
心身ともにたくましく、豊かな心をもち、自己実現をめざす子の育成

### 校訓
- 自主：自分の力で
- 協同：みんなと力を合わせて
- 進取：先を見通し、進んで

### めざす児童像
- 心と体をきたえ、健康で安全な生活ができる子
- 仲良く生活し、みんなと力を合わせて働ける子
- 自分を大切にし、目標に向かって努力できる子
- 勉強をしっかりできいじめ等をしない子

## 児童数
| 学年     | 男子 | 女子 | 学級数 | 児童数合計 |
| -------- | ---- | ---- | ------ | ---------- |
| 1年      | 70   | 57   | 3      | 127        |
| 2年      | 38   | 68   | 3      | 106        |
| 3年      | 55   | 52   | 3      | 102        |
| 4年      | 58   | 49   | 4      | 107        |
| 5年      | 58   | 60   | 3      | 118        |
| 6年      | 58   | 59   | 3      | 117        |
| 特別支援 | 11   | 5    | 3      | 16         |
| 合計     | 348  | 350  | 23     | 698        |

 （2023年7月現在）

## 通学区域
旧甚目寺町の北部地区。
- 甚目寺（一部）
- 上萱津（一部）
- 栄
- 西今宿
- 森
- 方領
- 小路
- 石作

## 進学先中学校
- あま市立甚目寺中学校

## 周辺
- 愛知県立五条高等学校
- あま市民病院
- 愛知県道124号西条清須線
- 愛知県道126号給父西枇杷島線

## 交通アクセス
- 名鉄津島線 「甚目寺駅」徒歩約15分
- 名鉄名古屋本線「新清洲駅」徒歩約20分
- JR東海道本線「清洲駅」徒歩約30分